# Познанская крепость
Познанская кре́пость (пол. Twierdza Poznań, нем. Festung Posen) — комплекс фортификационных сооружений, построенный в городе Познань в XIX и начале XX веков, третий по величине среди подобных сооружений в Европе.
В состав крепости входят цитадель в центре города и кольцо из фортов (18 фортов) и вспомогательных объектов диаметром 9,5 километра и протяжённостью 30 километров.
В Форте VII, который с октября 1939 по апрель 1944 года был концентрационным лагерем, в настоящее время действует «Музей мучеников Великой Польши Форт VII» (пол. Muzeum Martyrologii Wielkopolan Fort VII). Во время немецкой оккупации здесь было убито 20 тысяч поляков.
Цитадель начали строить в 1828 году, и уже начиная с 1876 года были возведены 18 оборонительных фортов. Внешнее и внутренние кольца укреплений на две части разделяла река Варта. Между собой и основной цитаделью форты соединялись сетью кольцевых и радиальных дорог.
Часть оборонительных укреплений после Первой мировой войны была снесена. Сейчас здесь расположены мемориальные парки и музеи.

## Стратегическое предназначение
Цитадель была построена по инициативе генерала Карла Вильгельма Георга фон Гролмана. Генерал был начальником Прусского Генерального Штаба с 1815 года по 1819 год, а после стал командиром корпусов пятой армии, располагающейся в Великом Герцогстве Познань.
Размещением в этом месте крепости решались две основные задачи - обеспечить собственную защиту, а также защиту Берлина против возможной атаки со стороны Варшавы.
Варшава в те времена была в руках России, но, несмотря на официальные дружеские отношения, Пруссия и Россия не доверяли друг другу. Берлин находится всего в 270 км от городского центра Познани, а Варшава — в 300 км. Аргументами в пользу строительства крепости в Познани была река Варта и выгодный рельеф.

## История строительства и устройство
На то время крепость являла собой новшество архитектуры. Она было первым строением непосредственного оборонительного назначения. Эту систему, получившую название «ново-прусская», разработал Леопольд Бресе.
К началу постройки первым делом переместили две деревни, Винияри и Бонин, расположенных на Виниярском Холме, возвышающимся над городом. Именно на их месте впоследствии была возведена крепость (Форт Винияри). Работы начались 23 июня 1828 года с рытья котлована для планируемых рвов. Стройка продвигалась чрезвычайно медленно, но всё было сделано с прусской аккуратностью. Материал для стройки доставлялся с кирпичных заводов, расположенных в Вильде, Ратаи, Ржпадеке, Радоево, Промнисе и Зябилково. По окончании работ постройки сразу же вооружили и оснастили войсками.
Фредерик Вильям III Прусский указом от 1 Октября 1834 г. присвоил крепости в Познани II класс оборонительных сооружений.
По проекту Майора Иоанна Леопольда Людвига фон Брезе в декабре 1834 года был введен в эксплуатацию целый редут с бараками, Кернверк, который находился в самом центре форта.
В 1842 году сформировался общий вид крепости, но окончательный силуэт крепость приобрела в результате работ, проведённых военнопленными в 1870 г.
Построенная по новой прусской системе крепость занимала площадь примерно в 100 га. В форме многоугольника была построена наружная насыпь со рвами. Кернверк включал в себя трехэтажные бараки с цоколем, с двумя обзорными башнями с артиллерийскими бойницами позади бараков. В цитадель можно было попасть по двум мостам: основной мост для артиллерии и один мост для пехоты. Редут был защищён с юга двумя шлюзами: Малый Шлюз на реке Виерсбак и Большой шлюз на реке Варта. Шлюзы могли поднять уровень воды и создавать водоёмы на окраинах крепости. На Малом шлюзе был расположен Форт Войцеха (Форт Жуликов) и Плацдарм (Форт Рона) на большом Шлюзе.
Крепость была окружена основной земляной насыпью, укреплённой тремя бастионами и четырьмя выступающими равелинами, а барачные помещения были защищены от огня четырьмя независимыми редутами.
На 3 километра протянулась внешняя линия защиты. Крепость была окружена сухим рвом от 6 до 32 метра в ширину и 7 метров глубиной. Толщина стен всех построек была от 1,3 до 1,8 метров. Комплекс был опоясан так называемой «крытой дорогой», которая вела вокруг крепости по холму.
В 1839 году с согласия Короля Фредерика Вилиама III возводят укрепления, окружающие левую часть города. Они включают в себя 6 бастионов и 2 форта, соединённых между собой земляными укреплениями. Их строительство закончивается к 1860 году. За время своего существования комплекс выполнял разные функции. В крепости были заключены польские заговорщики восстаний 1846 года, 1848 и 1863 гг (включая Л. Мировславского, В. Ниголевского и В. Стефански), военнопленные, захваченные в результате войн с Данией (1864 г), Австрией (1866 г) и Францией (1870-71 гг), принесшие победу и славу Пруссии.
Ослаблению влияния крепости во второй половине XIX века способствовал технологический прогресс, а также изменение в стратегии и тактике ведения войны.
В 1876-90 гг на окраинах города возвели новое кольцо оборонительных сооружений. Новое кольцо должно было взять на себя роль первичного укрепления.
В 1902 году с согласия Императора Вильяма II снесли укрепления на окраинах по левую сторону города, исключая крепость. Это решение было ускорено тем фактом, что в то время данный тип укреплений был не слишком удобным с военной точки зрения, и Вильям II решил переделать Познань в город-столицу.
Крепость Винияри во время первой Мировой Войны не имела никакаго значения в стратегческом плане и в военных действиях участия не принимала.
19 декабря 1918 года крепость была захвачена без сражения мятежниками Великопольского Восстания и стала центром формирования Первого Великопольского Военного Режима, а также Первого и Второго телеграфных батальонов. Средства связи крепости имели огромное значение — теперь восставшие могли легко связываться с Варшавой и другими европейскими столицами напрямую.
В период между войнами крепость была местом, где располагалась Польская Армия и такие части, как Седьмой Телеграфный Батальон, Седьмой Санитарный батальон, Двенадцатый Железнодорожный батальон, Седьмой Административный Батальон, Войско Седьмой Конной Кавалерии и Третья Железнодорожная Армия.
21 июля 1923 года запущена узкоколейка длиной 17,4 км, которая связывала крепость с учебным лагерем в Бидруске.
В 1934 г. в крепости установили рабочий передатчик местной польской радиостанции, а также пеленгационную станцию и станцию перехвата, управляемую Одиннадцатой частью командного штаба Польской Армии, заинтересованной в радиотехнической разведке.
10 сентября 1939 года после взятия Познани частями Вермахта, форт стал использоваться местом для содержания военнопленных — самыми первыми были поляки (среди них Бригадир Генерал Роман Абрахам), затем добавились русские и англичане.
Немцы использовали Юго-западную часть рва как экспериментальный полигон для своего оружия, а также под военный завод.
В период с 1944 по 1945 года крепость стала главным оборонительным пунктом для нескольких тысяч солдат, и её военное значение резко возросло.
23 февраля 1945 года в результате пятидневной осады крепость пала. Здесь нашли смерть несколько тысяч солдат и офицеров красной армии и защитников Познани (защитников Крепости) набранных русскими.
В период 1950-58 годов, городские власти решили снести форт. Кирпичи разобранного форта в дальнейшем использовались для строительства домов в Познани, например имение «Он Дебек», и поместье на улице Чоцизевского, а также и в Варшаве.
В 1962 году, комплекс стал памятником польско-российской дружбы и братства. Сегодня она называется Парк Крепость. В этом же году, остатки стоения форта были внесены в Государственный перечень Исторических памятников.
В наше время крепость представляет комплекс военных кладбищ, памятников, скульптур, таких как «Памятник Неизвестному» Магдалены Абаканович, Колокол Мира и Дружбы между нациями и два музея: Музей Вооружённых Сил и Музей Познаньской Армии, которые располагаютсяв частично восстановленных помещениях. 